# Ksawery Floryanowicz

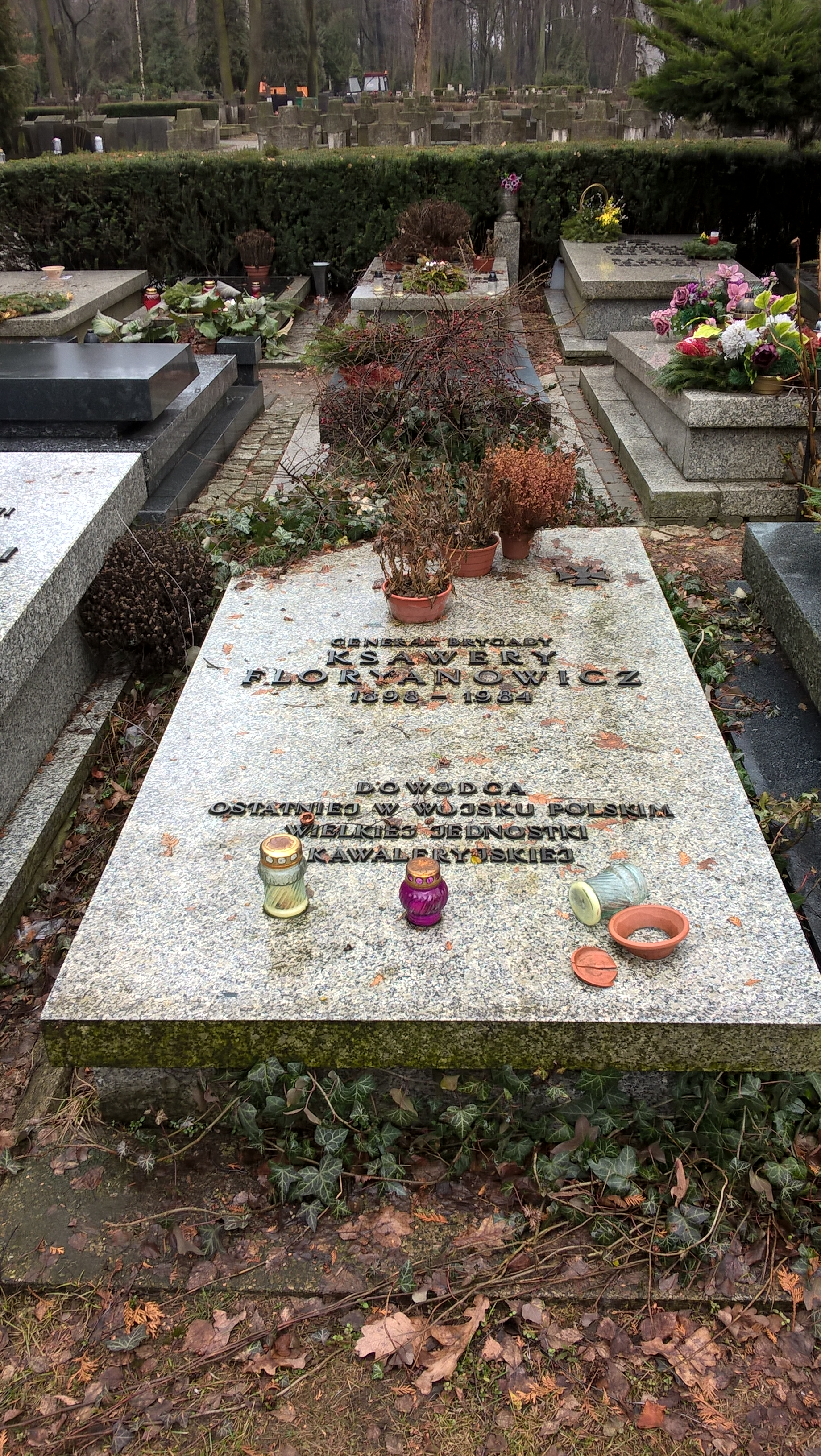
Grób gen. Ksawerego Floryanowicza na Cmentarzu Wojskowym na Powązkach w Warszawie

Ksawery Franciszek Floryanowicz (ur. 14 stycznia 1898 w Nicei we Francji, zm. 12 października 1984 w Warszawie) – generał brygady Wojska Polskiego, kawaler Orderu Virtuti Militari.

## Życiorys
Urodził się w rodzinie Ksawerego i Lubomiry z Rekoszów. W drużynach Sokoła przeszedł szkolenie i w 1914 jako ochotnik zgłosił się do pułku dragonów rosyjskich. Podchorąży w rosyjskiej Oficerskiej Szkole Artylerii w 1917 i w tym samym roku wstąpił do Korpusu Dowbora Muśnickiego, początkowo w 3 pułku ułanów, a następnie w 2 baterii 1 dywizjonu artylerii konnej. Walczył w obronie Lwowa i na Froncie Południowym jako dowódca zwiadu i adiutant 1 dak. Ukończył w latach 1921–1922 kurs dowódców szwadronów w Toruniu i w Rembertowie kurs dowódców baterii. Otrzymał dowództwo baterii w 1922, a w 1926 po skończeniu kursu kwatermistrzowskiego został w 2 Dywizji Kawalerii oficerem sztabu.
Z dniem 5 stycznia 1931 został przeniesiony do Wyższej Szkoły Wojennej w Warszawie, w charakterze słuchacza kursu normalnego. Z dniem 1 listopada 1932, po ukończeniu kursu i otrzymaniu dyplomu naukowego oficera dyplomowanego, został przydzielony do Dowództwa 26 Dywizji Piechoty w Skierniewicach na stanowisko pierwszego oficera sztabu. W 1934 został przydzielony do składu osobowego inspektora armii generała dywizji Mieczysława Norwid-Neugebauera z siedzibą w Toruniu. W 1938 został skierowany na praktykę liniową na stanowisku dowódcy I dywizjonu w 26 pułku artylerii lekkiej w Skierniewicach. Po zakończeniu praktyki ponownie w Inspektoracie Armii w Toruniu.
W czasie kampanii wrześniowej dowodził Legią Oficerską i Podoficerską w oblężonej Warszawie. Dostał się do niewoli niemieckiej (Oflag II C Woldenberg), w której przebywał do 1945. Po wojnie zgłosił się do ludowego Wojska Polskiego, gdzie został szefem Wydziału Organizacyjnego, później szefem sztabu Dowództwa Okręgu Wojskowego Nr II. Od września 1946 do maja 1947 dowódca 1 Warszawskiej Dywizji Kawalerii. W 1947 zastępca szefa Departamentu Piechoty i Kawalerii MON. Komendant Centrum Wyszkolenia Piechoty w Rembertowie od października 1947 do lipca 1948, a do października 1950 szef sztabu Dowództwa Okręgu Pomorze. Będąc w dyspozycji MON został aresztowany, a następnie w 1956 roku zwolniony i przeniesiony w stan spoczynku. W tym samym roku został mianowany zastępcą dyrektora Państwowych Torów Wyścigów Konnych.
Na emeryturę przeszedł w 1968, a od 1981 był przewodniczącym Komitetu Organizacyjnego Budowy Pomnika Jazdy Polskiej. Zmarł 12 października 1984 w Warszawie. Pochowany na Cmentarzu Wojskowym na Powązkach w Warszawie (kwatera B4-7-3).
W 1926 ożenił się z Jadwigą Stefanią z Kiełkiewiczów (1896–1958), wdową po Wincentym Herse (1894–1923), poruczniku artylerii, koledze z okresu wspólnej służby w 1 dak. Jego pasierbani byli synowie Wincentego i Jadwigi Herse: Jerzy (1917–1976) i Tomasz (1918–1985).

## Awanse
- podporucznik – 1919
- kapitan – 3 maja 1926 ze starszeństwem z dniem 1 lipca 1925 i 124. lokatą w korpusie oficerów artylerii
- major – 27 czerwca 1935 ze starszeństwem z dniem 1 stycznia 1935 i 33. lokatą w korpusie oficerów artylerii[9][10]
- pułkownik – luty 1945
- generał brygady – 1947

## Ordery i odznaczenia
- Order Krzyża Grunwaldu III klasy (1945)
- Krzyż Srebrny Orderu Wojskowego Virtuti Militari nr 3096 (1921)[11][12][13]
- Krzyż Oficerski Orderu Odrodzenia Polski (1975)
- Krzyż Kawalerski Orderu Odrodzenia Polski (1959)
- Krzyż Walecznych (1921)
- Złoty Krzyż Zasługi (dwukrotnie: 11 listopada 1937[14], 10 listopada 1938[15])
- Medal Niepodległości – 13 września 1933 „za pracę w dziele odzyskania niepodległości”[16][1]
- Medal Pamiątkowy za Wojnę 1918–1921
- Medal za Warszawę 1939–1945
- Odznaka za Rany i Kontuzje
- Odznaka Pamiątkowa Generalnego Inspektora Sił Zbrojnych (12 maja 1936)
- Medal 10 Rocznicy Wojny Niepodległościowej (Łotwa)[17]
- Medal „Za udział w wojnie obronnej 1939” (1981)[18]